# Bojong (Banjarwangi)
Bojong is een bestuurslaag in het regentschap Garut van de provincie West-Java, Indonesië. Bojong telt 5185 inwoners (volkstelling 2010).